# Paulo Bauer
Paulo Roberto Bauer (Blumenau, 20 de março de 1957) é um empresário e político brasileiro. Foi senador da República por Santa Catarina, ocupando o cargo de líder do PSDB no Senado Federal do Brasil.

## Trajetória

### Carreira estudantil/profissional
Paulo Bauer formou-se em ciências contábeis, em 1978, e em administração de empresas, em 1980, na FURJ, atualmente Univille, de Joinville, onde também foi líder estudantil.
Cursou Direito na Universidade do Vale do Itajaí (1981) e estudou no Centro de Ensino Unificado de Brasília (1995). Antes de entrar para a faculdade, foi da área administrativa da Capri Industrial S.A., em Jaraguá do Sul bem como administrador, contador e gerente-geral no Grupo Stein em Joinville durante o período 1975–1980.
No período de 1980 a 1986 exerceu os cargos de Vice-Presidente e Presidente da Eletrificação Rural de Santa Catarina S.A.. Atualmente é Presidente da Worldport Desenvolvimento Portuário S.A., em Joinville. 

### Carreira política
Em 1986, pelo PDS, elegeu-se deputado estadual de Santa Catarina (11ª legislatura). Em 1990 foi eleito deputado federal para a 49ª legislatura (1991 — 1995), obtendo a reeleição em 1994 para a 50ª legislatura (1995 — 1999).
Nas eleições de 1998, já filiado ao PFL, compôs como candidato a vice-governador de Esperidião Amin, a chapa vencedora no primeiro turno.
Em seguida, elege-se novamente deputado federal para a 52ª legislatura (2003 — 2007). Concorreu ao mesmo cargo em 2006, agora pelo PSDB, alcançando a primeira suplência. Efetivado no mandato em dezembro de 2008.
Além dos mandatos eletivos, também exerceu o cargo de Secretário Estadual de Educação de Santa Catarina em duas oportunidades, 1991/1994 e 2007/2010.
Na eleição de 2010 foi eleito Senador da República por Santa Catarina, com mandato até 31 de janeiro de 2019. Seu primeiro suplente é Cesar Souza e o segundo, Athos de Almeida Lopes.
Em sua atuação parlamentar priorizou a educação e a redução da carga tributária no país.
Em dezembro de 2016, votou a favor da PEC do Teto dos Gastos Públicos. Em julho de 2017 votou a favor da reforma trabalhista.
Em outubro de 2017 votou a favor da manutenção do mandato do senador Aécio Neves derrubando decisão da Primeira Turma do Supremo Tribunal Federal no processo onde ele é acusado de corrupção e obstrução da justiça por solicitar dois milhões de reais ao empresário Joesley Batista.
Em novembro de 2018 votou a favor do o aumento salarial de 16,38% para os ministros do Supremo Tribunal Federal e do titular da Procuradoria-Geral da República, de R$ 33,7 mil para R$ 39,2 mil.
Em 18 de fevereiro de 2019, foi nomeado secretário especial da Casa Civil, no governo de Jair Bolsonaro. 

### Polêmicas na carreira política
Bauer teve o nome citado em relação ao emprego de funcionários fantasmas quando deixou a Câmara dos Deputados para ser secretário de Estado em Santa Catarina.O fato não restou comprovado, tampouco gerou consequências. 
O senador também foi acusado de superfaturar o aluguel de um carro de luxo usado para seu transporte em Santa Catarina, através de denúncia do site Congresso em Foco. O fato não ficou comprovado, pois não infringiu norma e regras do Senado Federal.
Além de ter tido um assessor seu envolvido no escândalo da "farra das passagens", quando se encontrava licenciado do mandato parlamentar.

## Vida pessoal
É um dos quatro de filhos de Victor Bauer, empresário e ex-prefeito de Jaraguá do Sul e de Elvira Henschel Bauer. É casado e pai de cinco filhos: Carolina, Gabriela, Paulo Eduardo, Bárbara e Leonardo.